# Volvo XC40
O Volvo XC40 é um automóvel do tipo SUV compacto produzido pela Volvo Cars desde novembro de 2017, foi eleito o carro do ano de 2018 pela What Car? e no Geneva Motor Show de 2018. O carro é originado do Concept 40.1 feito pelo designer Thomas Ingenlath, é o primeiro carro a ser feito na plataforma CMA em conjunto da Volvo com a Geely, o carro é produzido em fábricas na Bélgica, na China e na Malásia.